# Adoretus transvaalensis
Adoretus transvaalensis är en skalbaggsart som beskrevs av Machatschke 1964. Adoretus transvaalensis ingår i släktet Adoretus och familjen Rutelidae. Inga underarter finns listade i Catalogue of Life.